# Lutung indochiński
Lutung indochiński (Trachypithecus germaini) – gatunek ssaka naczelnego z podrodziny gerez (Colobinae) w obrębie rodziny koczkodanowatych (Cercopithecidae).

## Zasięg występowania
Lutung indochiński występuje w kontynentalnej części południowo-wschodniej Azji w południowej Mjanmie, południowej Tajlandii, południowym Laosie, Kambodży (na zachód od rzeki Mekong) i południowym krańcu Wietnamu; wschodnią granicą może być rzeka Mekong.

## Taksonomia
Gatunek po raz pierwszy naukowo opisał w 1876 roku francuski zoolog Alphonse Milne-Edwards nadając mu nazwę Semnopithecus germani. Holotyp pochodził z Kochinchiny i Kambodży.
T. germaini należy do grupy gatunkowej cristatus, wraz z blisko spokrewnionymi T. cristatus, T. auratus, T. margarita, T. mauritius i T. selangorensis. T. germaini jest częściowo sympatryczny z T. barbei. Istnieje bardzo odrębny, ale mało znany takson z północnego Wietnamu, który można przypisać do tego gatunku (jako forma caudalis). Autorzy Illustrated Checklist of the Mammals of the World uznają ten takson za gatunek monotypowy.

### Etymologia
- Trachypithecus: gr. τραχυς trakhus „szorstki, kudłaty”; πιθηκος pithēkos „małpa”[12].
- germaini: Louis Rodolphe Germain (1827–1917), oficer Armée de terre, weterynarz służący w Indochinach w latach 1862–1867 i Nowej Kaledonii w latach 1875–1878[13].

## Morfologia
Długość ciała (bez ogona) około 55 cm, długość ogona 72–84 cm; masa ciała 6,5–7 kg. Grzbiet zwykle w kolorze szarym. Brzuch, gardło i tylne nogi zwykle są jaśniejsze. Głowa otoczona jest wieńcem kremowych włosów. Dłonie i stopy małp mogą być czarne, podobnie jak część ogona. Są smukłe, a ich ogon jest zwykle dłuższy od ciała.